# アームストロング・ホイットワース AW.681
AW.681 / HS.681
AW.681の模型
- 用途：VTOL 輸送機の計画
- 製造者：ホーカー・シドレー
- 運用者：なし
- 運用状況：1965年1月に計画中止

アームストロング・ホイットワース AW.681 (Armstrong Whitworth AW.681) は、イギリスのホーカー・シドレー社で開発されていた長距離型STOL軍用輸送機である。1965年に開発中止となり、実機は完成していない。ホーカー・シドレー社におけるアームストロング・ホイットワースのブランドによる設計名称は1961年に使用中止となったため、その後はホーカー・シドレー HS.681の名称でも知られる。VTOL能力を付与することも視野において開発されていた。

## 設計と開発
NATOのBMR-4仕様および、それに対応するイギリス空軍の作戦要求351(OR351)のC.241に基づき、STOL軍用輸送機の提案が要請された。BAC社の提案を抑えて、ホーカー・シドレー社アームストロング・ホイットワース部門の提案が採択された。
機体の特徴は、主翼は肩翼配置で後退角を持っており、尾翼はT字型尾翼である。胴体尾部に貨物ドアがあり、そこから貨物を搬入できる。4基のロールス・ロイス RB.142 メッドウェイ推力偏向エンジンを翼下にポッド式に懸架している。ブラウン・フラップ、前縁、エルロンで境界層制御を行う。メッドウェイ推力偏向エンジンは、本機にSTOL能力を付与できるとされ、その他に推力6,000 lb（26.7 kN）のRB.162-64ターボジェットエンジンを追加するか、または4基のペガサスエンジンに換装することでVTOL能力を獲得することも計画された。このペガサス 5-6エンジン1基の推力は18,000 lbに達すると評価された。
計画はイギリス空軍の元で進められたが、1964年10月の総選挙により保守党から政権を引き継いだ労働党のウィルソン政権は国防費を非軍事産業の開発へふり替えるという基本方針から1965年1月に中止され、製造されなかった。

## 仕様 (STOL)
諸元
- 乗員: 不明
- 全長: 31.75 m （102 ft 2 in）
- 全高: 11.53 m （37 ft 10 in）
- 翼幅: 40.84 m（134 ft）
- 動力: ロールス・ロイス メドウェイ ターボファン推力変更型、61.3 kN （13,790 lb）  × 4

性能
- 最大速度:  （マッハ 0.71 時 7,620 m）
- 航続距離:  （7,725 km）
- 実用上昇限度:  （7,620 m）